# Euploea trimeni
Euploea trimeni är en fjärilsart som beskrevs av Johannes Karl Max Röber 1925. Euploea trimeni ingår i släktet Euploea och familjen praktfjärilar. Inga underarter finns listade i Catalogue of Life.